# リレー寄席
『リレー寄席』（リレーよせ）は、1966年10月16日から1967年4月2日までフジテレビ系列局で放送されていたフジテレビ製作の演芸番組である。渡辺製菓の一社提供。放送時間は毎週日曜 20:45 - 21:00 （日本標準時）。
毎回2組の寄席芸人を招き、おのおののネタをリレー方式で披露してもらっていた。

## 出演者

### 司会
- 初代林家三平 - 当時渡辺製菓が製造・販売していた「即席しるこ」のCMに出演していた。

### その他の主な出演者
- ナンセンストリオ
- 獅子てんや・瀬戸わんや
- 晴乃ピーチク・パーチク
- 東京ぼん太
- コロムビア・トップ・ライト
- 青空千夜・一夜
- Wけんじ
- トリオスカイライン
- 桂高丸・菊丸
- トリオ・ザ・パンチ
- かしまし娘